# Dolní maják Emmaste
Dolní maják Emmaste (estonsky Emmaste sihi alumine tulepaak) se nachází ve vesnici Rannaküla v kraji Hiiu v Estonsku na ostrově Hiiumaa.

## Popis
Dvojice náběžných majáků dolní a horní maják Emmaste, které jsou od sebe vzdáleny 1071 metrů, slouží k navádění místních rybářských člunů a malých plavidel při překonávání úzkého vodního průlivu Soela.
Maják byl původně postaven v roce 1935. V roce 1998 byl rekonstruován. V roce 2017 byla provedena generální oprava. Věž je bílá a nese v horní části je kruhový ochoz. Při rekonstrukci byly vyměněny staré světelné zdroje o výkonu šest wattů za LED zdroj s výkonem dva watty a svítivostí 12 000 kandela. Charakteristiky světel zůstaly nezměněny.

### Data
Zdroj
- Výška majáku: 11 m
- Výška zdroje světla: 11 m n. m.
- Dosvit: 9 nm
- Charakteristika: Q W , bílé světlo svítí v intervalu 0,5+0,5=1 sekunda v sektoru 87,4°–91,4°, šířka sektoru jsou čtyři stupně

### Označení
Zdroj:
- ARLHS EST-021
- VTA 691
- Admiralty C3720
- NGA 12700